# 长春市城市建设展览馆

道台衙门正门

长春市城市建设展览馆原名长春道台府展览馆，位于吉林省长春市南关区亚泰大街669号，其馆址原是清朝政府在长春地区设置的道台衙门，是长春现存最早的官府建筑。1914年改吉长道尹。1999年2月26日，以“吉长道尹公署”之名公布为吉林省文物保护单位，类型为近现代史迹及代表性建筑。2002年，原址重建。2013年3月，中国国务院以“吉长道尹公署旧址”之名公布为第七批全国重点文物保护单位（近现代重要史迹及代表性建筑）。

## 历史沿革

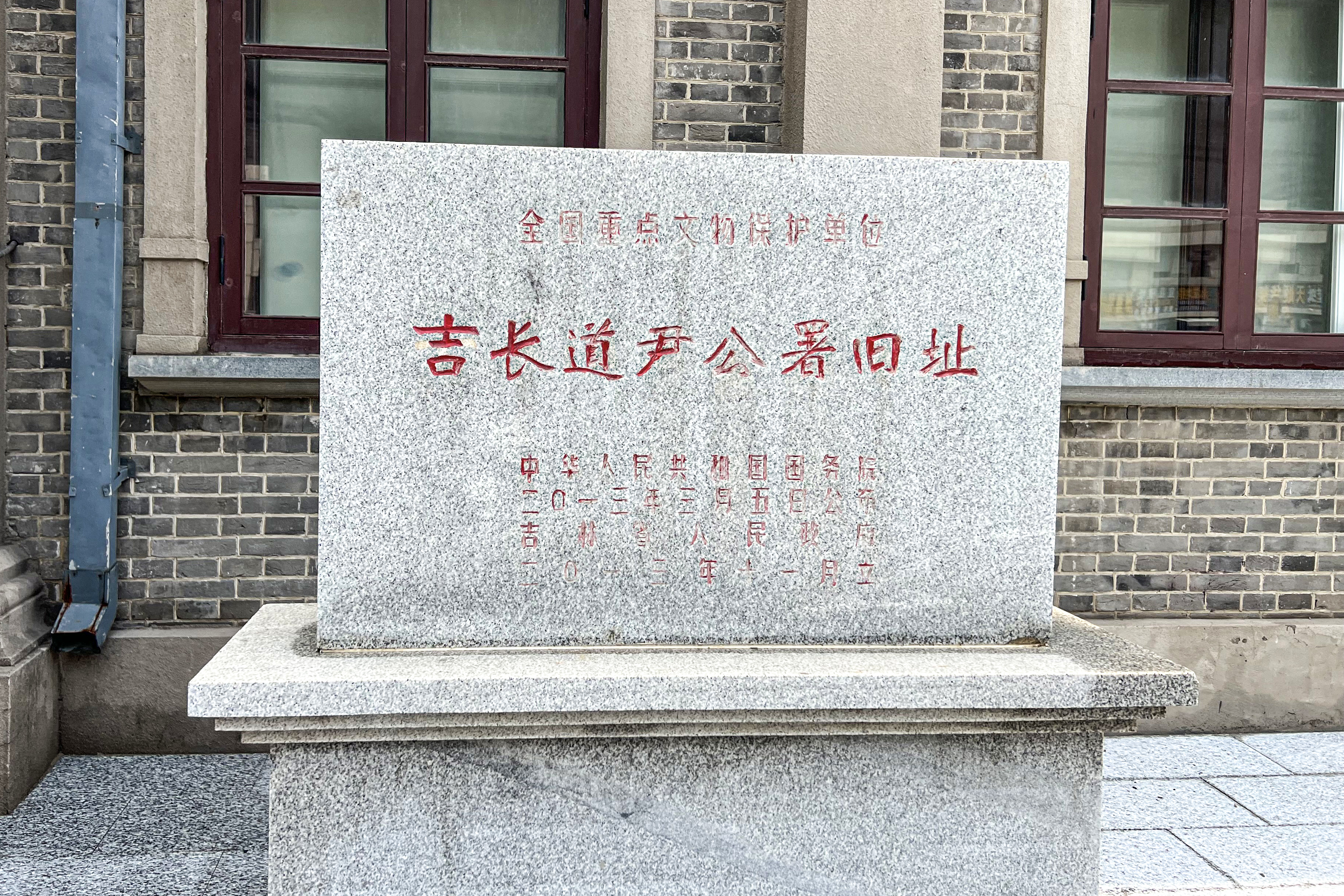
吉长道尹公署旧址文保碑

- 1907年(清光绪三十二年)，东北实行官制改革，废除将军改设行省，省下设道，作为省以下、府以上的机关 。
- 1908年1月21日 (清光绪三十三年十二月十八日)，设吉林西路兵备道，首任道台陈希贤，内设外交、内政、兵备三科。辖区为吉林、长春、新城三府，五常、宾州二厅，伊通、濛江二州，长岭、桦甸二县。道台衙门设立于城内的东四道街路北，是当时驻长春级别最高的官署。
- 1909年9月25日（清宣统元年八月十二日），改为吉林西南路分巡兵备道衙署，辖区为吉林、长春二府，伊通、濛江二州，农安、长岭、舒兰、桦甸、磐石五县。该道台作为吉林巡抚派出的官员，分巡吉林省西南一带的行政事务，兼管长春关税、开埠及对外交涉事宜。
- 1909年（清宣统元年），为了防止日本长春满铁附属地继续向南侵占商埠地所辖的土地，第二任道台颜世清把衙署移建于长春商埠地辖区的北沿（现址处）。
- 1913年(民国二年)1月29日，更名为吉林西南路观察使署，设管理外交、内务、财政、教育实业的四个科。
- 1914年(民国三年)5月23日，改为吉长道尹公署，内设总务、外交二科，管辖吉林、长春、伊通、农安、德惠、长岭、舒兰、桦甸、磐石、双阳、濛江（今靖宇）后加乾安十二个县。
- 1922年(民国十一年)7月，吉林督军孙烈臣将吉林督军行署迁到这里， 1924年(民国十三年)5月迁回吉林市，此后该衙门仍归吉长道尹公署使用。
- 1927年(民国十六年)，在此设立外交部驻长春交涉员办事处。
- 1929年(民国十八年)5月，撤销吉长道，改设长春市政筹备处，外交部驻长春交涉员办事处仍在这里办公。周玉柄任长春交涉员兼长春市政筹备处处长。
- 1932年(满洲国大同元年)3月9日，溥仪在道台衙门大堂举行满洲国执政就任仪式，并在起居室前合影留念。此后该建筑群由满洲国国务院、参议府、外交部、恩赏局、法制局等机构使用。
- 1935年(满洲国康德二年)，满洲国首都宪兵团进驻。此后，部分房舍还用作私立王道书院的校舍。
- 1937年(满洲国康德四年) 1月15日，新京特别市公署决定，将该处辟为满洲国建国纪念馆。[3]
- 1945年(民国三十四年)后，成为国民革命军新一军炮团驻地。
- 1950年开始，由东北电信机械修配厂、邮电器材厂、邮电部长春电话设备厂元件分厂先后使用，此间院内西北角的假山、第三个大堂拆除，南部的四合院、“工”型房被拆改。
- 1985年，旧址被定为长春市文物保护单位。
- 上世纪九十年代中期，在此开办海源装饰材料批发市场。
- 1999年，旧址升格为吉林省文物保护单位，仍由使用单位管理。
- 2000年，亚泰大街拓宽，拆除部分建筑。
- 2001年，长春电话设备厂元件分厂及海源装饰材料批发市场迁出。
- 2002年，经长春市政府投资3000多万元修复，当年年末重新对外开放，成为长春市城市建设展览馆。
- 2009年5月9日，在此举行长春道台衙门建成100周年庆典活动。[4]
- 2013年，旧址升格为中华人民共和国全国重点文物保护单位。

## 建筑特色

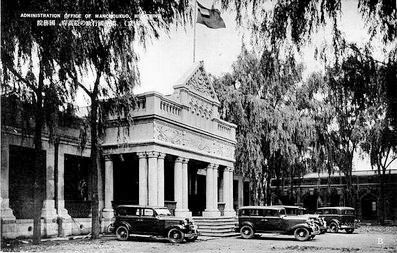
道台衙门大堂

中国清代“道”的长官，官方称作“道员”，民间尊为“道台”，因此该官署民间俗称为“道台衙门”。
道台衙门原占地面积约25000平方米，动用白银9万多两建成，相当于商埠地建设经费的1/3，是长春开辟商埠以后最大的建设成就之一。整个建筑群为青灰色砖瓦水泥结构，西洋风格，其主要建筑为门楼、大堂、二堂和衙署长官的起居室。
衙署建筑布局不同于中国传统官衙坐北朝南的旧制，而是依据街道地形，坐西朝东，东侧临街开正门。正门占地700余平方米，左右各有五间配房。穿过12米高的门楼，迎面便是大堂。大堂是长官办公之所，为衙署的首要建筑，高7米，占地400余平方米。大堂后侧有木质连廊通向二堂，二堂略矮于大堂，面积同于大堂。二堂后门也有木廊与后面房舍相连。正门门楼、大堂、二堂设于同一轴线之上。长官起居室位于大堂和二堂的北侧，占地900余平方米，南侧有木廊与大堂和二堂相通。大堂、二堂和长官的起居室采用围廊式设计，是中国近代围廊式建筑的最北实例。

## 展览内容
- 大堂：利用大量珍贵照片，展示长春从设治到现在的沧桑巨变。
- 二堂：运用城市规划图纸和沙盘模型，展示长春城市规划的历史和未来发展的美好前景。
- 长官起居室：运用图片展示有关衙署的百年变迁和溥仪在这里就任满洲国执政的历史。

### 引用
1. ↑  规划编制处. . 2008-11-28  [2015-10-01] （简体中文）.[永久]
2. ↑  吉林省文化厅. .   [2012-11-12]. （原始内容存档于2012-11-02）.
3. ↑  .   [2009-12-14]. （原始内容存档于2007-07-08）.
4. 1 2  .   [2009-12-12]. （原始内容存档于2015-10-02）.